# Monellia hispida
Monellia hispida är en insektsart. Monellia hispida ingår i släktet Monellia och familjen långrörsbladlöss. Inga underarter finns listade i Catalogue of Life.